# シェルテン・アポステル
シェルテン・ウィンバート・ラミロ・アポステル（Sherten Wimbert Ramiro Apostel , 1999年3月11日 - ）は、オランダ王国キュラソー島ウィレムスタット出身のプロ野球選手（内野手）。右投右打。

## 来歴

### プロ入りとパイレーツ傘下時代
2015年にピッツバーグ・パイレーツと20万ドルで契約。2016年と2017年はルーキー級ドミニカン・サマーリーグの傘下ドミニカン・サマーリーグ・パイレーツでプレーした。また2017 WBSC U-18ワールドカップにオランダ代表として出場した。
2018年は、傘下ルーキー級のブリストル・パイレーツで41試合に出場し、打率.259、7本塁打、26打点を記録した。また2018 WBSC U-23ワールドカップにオランダ代表として出場した。

### レンジャーズ時代
2018年8月17日にテキサス・レンジャーズにトレードで移籍した。
2019年は傘下A級ヒッコリー・クロウダッズと傘下A+級ダウンイースト・ウッドダックスの2球団でプレー。合計で121試合に出場し、打率.251、19本塁打、59打点を記録した。オフの11月20日にメジャー契約を結び40人枠に追加された。
2020年9月12日にメジャーリーグに初昇格。同日のオークランド・アスレチックス戦で「8番・3塁」で先発出場してデビューし、初安打を記録した。この年は、MLBでシーズン7試合に出場し、2安打を記録した。
2021年は傘下AA級フリスコ・ラフライダーズで開幕を迎え、8月に傘下AAA級ラウンドロック・エクスプレスに昇格。ラウンドロックで22試合に出場したほか、マイナー合計で68試合に出場し、打率.235、10本塁打、34打点を記録したが、メジャー昇格の機会はなかった。また9月に膝の手術を行い以降は欠場となった。
2022年4月7日にDFAとなり、4月14日にマイナー契約を結び直してチームに残留した。この年は故障の影響でAAA級ラウンドロックで19試合に出場するにとどまり、6月以降はマイナーでも出場はなかった。オフの11月10日にFAとなった。

### ロッテ時代
2023年4月21日、NPBの千葉ロッテマリーンズに育成選手として入団することが発表された。背番号は133。10月31日、自由契約となった。

## 選手としての特徴・人物
2021年の開幕前にMLB.comが発表したプロスペクトランキングでは、レンジャーズ組織内で11位にランクインした。
2022年までのマイナー6シーズンで370試合に出場し、50本塁打、201打点をマークしている。
現地の言語、オランダ語、英語、スペイン語の4ヶ国語を操る。

## 詳細情報

### NPB年度別打撃成績
- 一軍公式戦出場なし

### 年度別打撃成績
| 年 度    | 球 団    | 試 合 | 打 席 | 打 数 | 得 点 | 安 打 | 二 塁 打 | 三 塁 打 | 本 塁 打 | 塁 打 | 打 点 | 盗 塁 | 盗 塁 死 | 犠 打 | 犠 飛 | 四 球 | 敬 遠 | 死 球 | 三 振 | 併 殺 打 | 打 率 | 出 塁 率 | 長 打 率 | O P S |
| -------- | -------- | ----- | ----- | ----- | ----- | ----- | -------- | -------- | -------- | ----- | ----- | ----- | -------- | ----- | ----- | ----- | ----- | ----- | ----- | -------- | ----- | -------- | -------- | ----- |
| 2020     | TEX      | 7     | 21    | 20    | 1     | 2     | 1        | 0        | 0        | 3     | 0     | 0     | 0        | 0     | 0     | 1     | 0     | 0     | 9     | 0        | .100  | .143     | .150     | .293  |
| MLB：1年 | MLB：1年 | 7     | 21    | 20    | 1     | 2     | 1        | 0        | 0        | 3     | 0     | 0     | 0        | 0     | 0     | 1     | 0     | 0     | 9     | 0        | .100  | .143     | .150     | .293  |

- 2023年度シーズン終了時

### 年度別守備成績
| 年 度 | 球 団 | 一塁（1B） | 一塁（1B） | 一塁（1B） | 一塁（1B） | 一塁（1B） | 一塁（1B） | 三塁（3B） | 三塁（3B） | 三塁（3B） | 三塁（3B） | 三塁（3B） | 三塁（3B） |
| 年 度 | 球 団 | 試 合      | 刺 殺      | 補 殺      | 失 策      | 併 殺      | 守 備 率   | 試 合      | 刺 殺      | 補 殺      | 失 策      | 併 殺      | 守 備 率   |
| ----- | ----- | ---------- | ---------- | ---------- | ---------- | ---------- | ---------- | ---------- | ---------- | ---------- | ---------- | ---------- | ---------- |
| 2020  | TEX   | 5          | 32         | 4          | 1          | 4          | .973       | 2          | 1          | 0          | 1          | 0          | .500       |
| MLB   | MLB   | 5          | 32         | 4          | 1          | 4          | .973       | 2          | 1          | 0          | 1          | 0          | .500       |

- 2023年度シーズン終了時

### 背番号
- 82（2020年）
- 133（2023年4月22日 - 同年終了）